# Eastern Air Lines Flight 212
Eastern Air Lines Flight 212 var en kontrollerad flygning in i terrängen med en McDonnell Douglas DC-9 under inflygning till Douglas Municipal Airport i North Carolina. Olyckan inträffade den 11 september 1974 varvid 72 av 82 personer ombord omkom. Flighten var en reguljärflygning från Charleston Municipal Airport till Chicago O'Hare via en mellanlandning i Charlotte.
En utredning av National Transportation Safety Board (NTSB) fastställde att flera fel begångna av besättningen var den primära orsaken till olyckan

## Olycksförloppet
Flygplanet kraschade mer än 5 km från landningsbanan klockan 07.43 den 11 september 1974 när flygplanet genomförde en instrumentinflygning i tät dimma till Douglas Municipal Airport i Charlotte.  Tretton personer överlevde den initiala kraschen inklusive förste styrman och en flygvärdinna. Tre av de överlevande avled senare av allvarliga brännskador så långt som 29 dagar efter olyckan. Bland de omkomna var vicepresidenten för akademiska angelägenheter vid Medical University of South Carolina, James William Colbert Jr. samt två av hans söner; vilka var far och bröder till den framtida tv-personligheten Stephen Colbert.

## Flygplanet och dess besättning
Flygplanet var en fem år gammal  McDonnell Douglas DC-9-31 med registreringen N8984E som övertogs av Eastern Airlines den 30 januari 1969.:25 Planet flögs av den 49-åriga James E. Reeves som hade varit i bolaget sedan 1956. Reeves hade 8 876 flygtimmar, varav 3 856 timmar på DC-9.:24 Förste styrman var 36-åriga James M. Daniels Jr. Han hade varit i bolaget sedan 1966 och hade 3 016 flygtimmar varav 2,693 på DC-9.:24

## Undersökningen av haveriet
När den amerikanska haverikommisionen NTSB undersökte olyckan så granskade de ljudinspelningarna på den svarta lådan och fann att besättningen i cockpiten hade sysselsatt sig med onödig och ej vidkommande konversation om politik och gamla bilar under landningsfasen.
 NTSB fastslog att dessa ovidkommande koversationer kan distrahera piloterna vid kritiska faser av flygningen som i det här fallet den instrumentella landningen och rekommenderade att FAA skulle inrätta regler och utbilda piloter i att endast koncentrera sig på att flyga planet vid låg höjd. Senare skulle även FAA inse att detta förhållningssätt även borde implementeras för starter; som exempel, bristen på en steril cockpit var en bidragande faktor när Air Florida Flight 90 kraschade 13 januari 1982.
FAA publicerade efter mer än sex års betänketid regler om steril cockpit 1981.
NTSB fann också att besättningen tydligen envist försökte att under instrumentlandningen visuellt finna flygplatsen och ett högt torn i nöjesparken Carowinds 
med en höjd på 105 m över marknivån vilket kan ha konfunderat piloterna ytterligare.
Förste styrman flög planet men kaptenen i sin roll som co-pilot försakade sin roll att uttryckligen kalla de satta höjderna som fastslagits vilket framledes satte besättningen i en situation där de var totalt ovetandes om flygplanets verkliga höjd över marken.
Under utredningen framkom det att plagg tillverkade av synteriska fibrer bidrog till brännskadorna hos flera passagerare.
NTSB publicerade sin slutgiltiga rapport den 23:e maj 1975 och konkluderade att olycken orsakades av att piloterna saknade förståelse av vilken höjd flygplanet befann sig på med grundorsaken varande undermålig disciplin i cockpit under en kritisk fas av flygningen.
Utdrag från rapporten från NTSB:
"The flight crew's lack of altitude awareness at critical points during the approach due to poor cockpit discipline in that the crew did not follow prescribed procedure".